# سیارک ۵۰۶۰
سیارک ۵۰۶۰ (به انگلیسی: 5060 Yoneta، نامگذاری:1988BO5) پنج هزار و شصتمین سیارک کشف شده‌است که در ۲۴ ژانویه ۱۹۸۸ کشف شد.
قدر مطلق سیارک برابر ۱۳٫۲۰ است.